# Кювилье, Франсуа де
Франсуа де Кювилье (фр. François de Cuvilliés, 23 октября 1695, Суаньи — 14 апреля 1768, Мюнхен) — французский художник-декоратор, рисовальщик и гравёр-орнаменталист, мастер оформления архитектурных интерьеров в стиле рококо. По происхождению фламандец.
Жан Франсуа Винсент Жозеф де Кювилье родился в городке Суаньи (в то время часть испанских Нидерландов, ныне территория Бельгии). Родился в небогатой семье, в котором, помимо него, было пятеро детей. Творчество Франсуа Кювилье олицетворяет высшую точку развития рокайльного стиля, его наиболее причудливые, странные, капризные, даже извращённые проявления. Иронией судьбы этот выдающийся мастер был рождён карликом — как будто на нём отразились его фантасмагорическое искусство и странная биография.
С 1706 года Кювилье в качестве придворного карлика-шута служил баварскому курфюрсту Максимилиану II Эммануилу, двор которого находился в изгнании в Монсе близ Брюсселя (Валлония). Курфюрст обнаружил у своего шута способности к математике и геометрии. С 1717 года он обучал его искусству фортификации, а затем отправил мальчика в Париж учиться архитектуре. В 1720—1724 годах Кювилье обучался в Париже в архитектурной школе знаменитого архитектора, теоретика искусства и архитектуры Жака-Франсуа Блонделя Младшего. В 1726 году Франсуа Кювилье вернулся в Мюнхен. После смерти курфюрста в том же году, Кювилье служил у брата нового курфюрста Клеменса Августа в замке Брюль (Баден-Вюртемберг). Там он получил должность пажа и придворного архитектора Баварии.
Кювилье работал в Мюнхене, строил дворцы в стиле парижских отелей. Для кёльнского архиепископа и курфюрста Клеменса Августа фон Виттельсбаха, он разработал проект резиденции Аугустусбург в Брюле (1726), а также построил Охотничий замок Фалькенлуст («Соколиные забавы») в парке Брюль (1728—1740), за что получил дворянское звание.

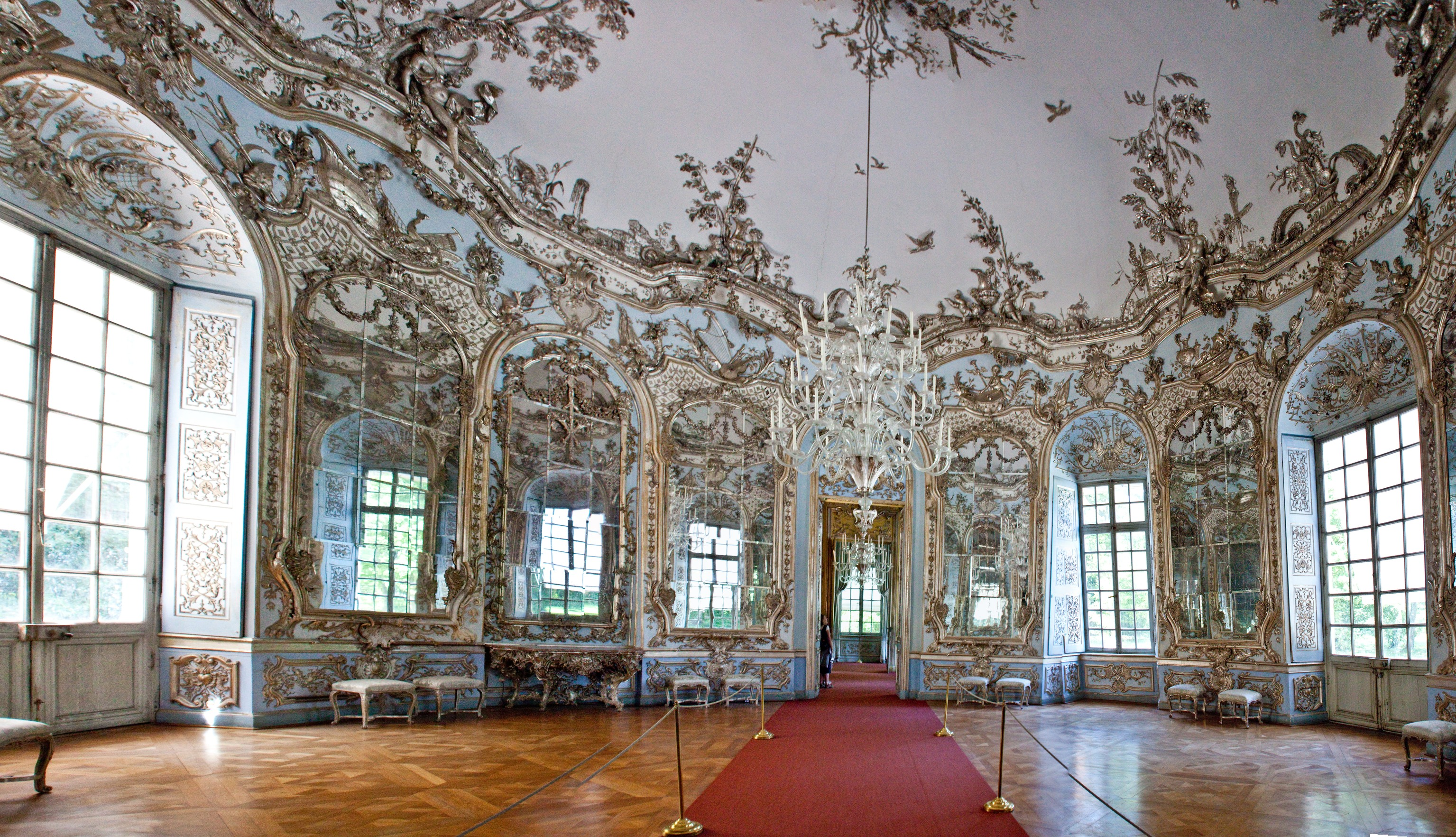
«Зеркальный зал» во дворце Амалиенбург. 1734-1739

В 1726 году Кювилье сменил архитектора  Йозефа Эффнера в должности главного придворного архитектора Баварии. В 1730—1737 годах Франсуа де Кювилье совместно с Эффнером занимался оформлением интерьеров Мюнхенской резиденции. Созданные ими интерьеры в барочно-рокайльном стиле отличаются особенно пышным декором в белом и пурпурном тонах с вызолоченным лепным орнаментом и росписями гротесками. В 1734—1739 годах Кювилье по распоряжению курфюрста Карла Альбрехта строил для его супруги Марии Амалии охотничий замок Амалиенбург в пригороде Нимфенбурга. Оформление интерьеров дворца по проекту Кювилье выполняли Йоханн Циммерман, Йоханн Йоахим Дитрих и Джозеф Паскуалин Моретти. Дворец Амалиенбург особенно знаменит круглым в плане «Зеркальным залом» в серебристо-голубых тонах с лепными вызолоченными рокайлями и мотивами охотничьих трофеев.
В 1733—1737 гг. Франсуа де Кювилье построил Дворец Хольнштайн для фаворитки баварского курфюрста Карла Альбрехта, графини Хольнштайн, Софии-Каролины фон Ингельхайм. Дворец с элегантным фасадом является одним из лучших образцов мюнхенских зданий, выполненных в стиле рококо. В 1751—1753 годах по инициативе курфюрста Макса-Йозефа III архитектор построил уникальный Резиденц-театр (нем. Residenztheater), расположенный в ансамбле мюнхенской Резиденции в самом центре города, на площади Макс-Йозеф Плац. Театр до настоящего времени называют «Театр Кювилье». Последний проект Кювилье — фасад церкви театинцев (Театинеркирхе) в Мюнхене (1765—1767) — был закончен в 1768 году при участии сына архитектора Кювилье Младшего.

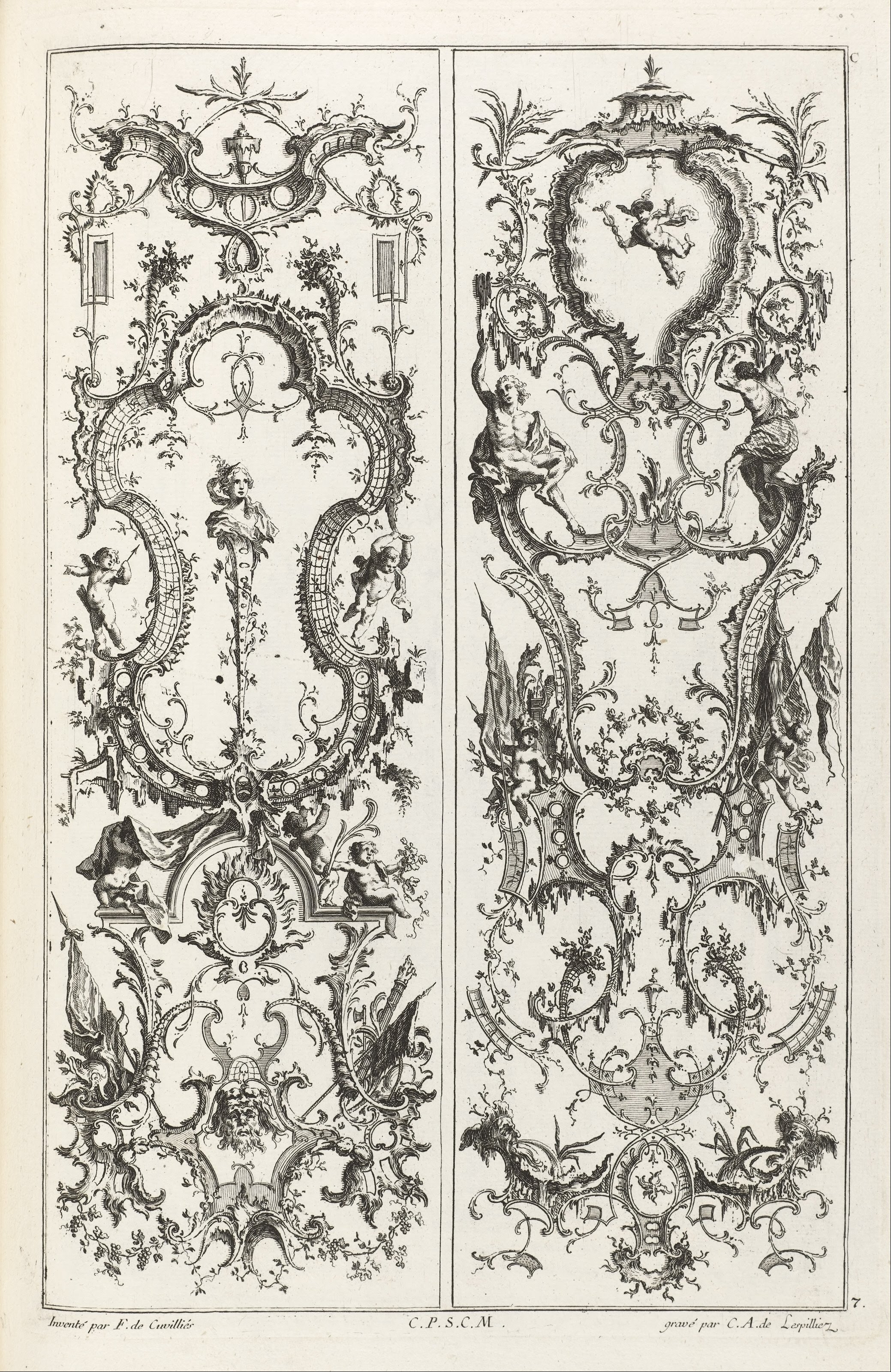
Две панели. Гравюра по рисунку Ж.-Ф. де Кювилье из «Книги орнаментов». 1738

В своём индивидуальном стиле Кювилье соединил французское рококо с элементами южно-германского барокко, или (в иной формулировке) баварского рококо. Он использовал криволинейные поверхности, причудливый лепной декор, зеркала, позволявшие создавать различные пространственные эффекты, «снимающие» ощущение границ интерьера и замкнутости архитектурного пространства. В 1738—1754 годах Кювилье выполнил по собственным рисункам около пятисот гравюр, собранных в альбомы: «Книга картушей» (1738), «Книга плафонов», «Обрывки причуд». В них было всё — от стенных панно, картинных рам, изгибающихся стен, волнистых порталов, невероятных арок до деталей мебели, каминов, светильников, таких же причудливых, как и его архитектура. Альбомы гравюр этого необычайного художника издавали в Мюнхене и Париже, Они сыграли важную роль в распространении стиля рококо по всей Европе.
Франсуа де Кювилье умер 14 апреля 1768 года в Мюнхене. Его сын Франсуа Жозеф Людвиг де Кювилье Младший (1731—1777) также стал известным архитектором стиля рококо. Вначале работал помощником своего отца, после смерти которого продолжал курировать его проекты.
Наиболее известные постройки Франсуа де Кювилье Старшего:
- Замок Аугустус в Брюле, 1726

- Охотничий замок Фалькенлуст, Брюль (Jagdschloss Falkenlust), 1728—1740

- Оформление интерьеров Мюнхенской резиденции (Münchner Residenz), 1730—1737

- Дворец Хольнштайн, Мюнхен (Palais Holnstein), 1733—1737

- Дворец Амалиенбург, парк Нимфенбурга (Amalienburg),1734-1739

- Дворец Вильгельмшталь, Кассель (Wilhelmsthal), 1744

- Театр Кювилье, Мюнхен (Cuvilliéstheater) 1751—1753

- Фасад церкви Св. Каэтана, или Театинеркирхе, Мюнхен (Theatinerkirche), 1765—1768

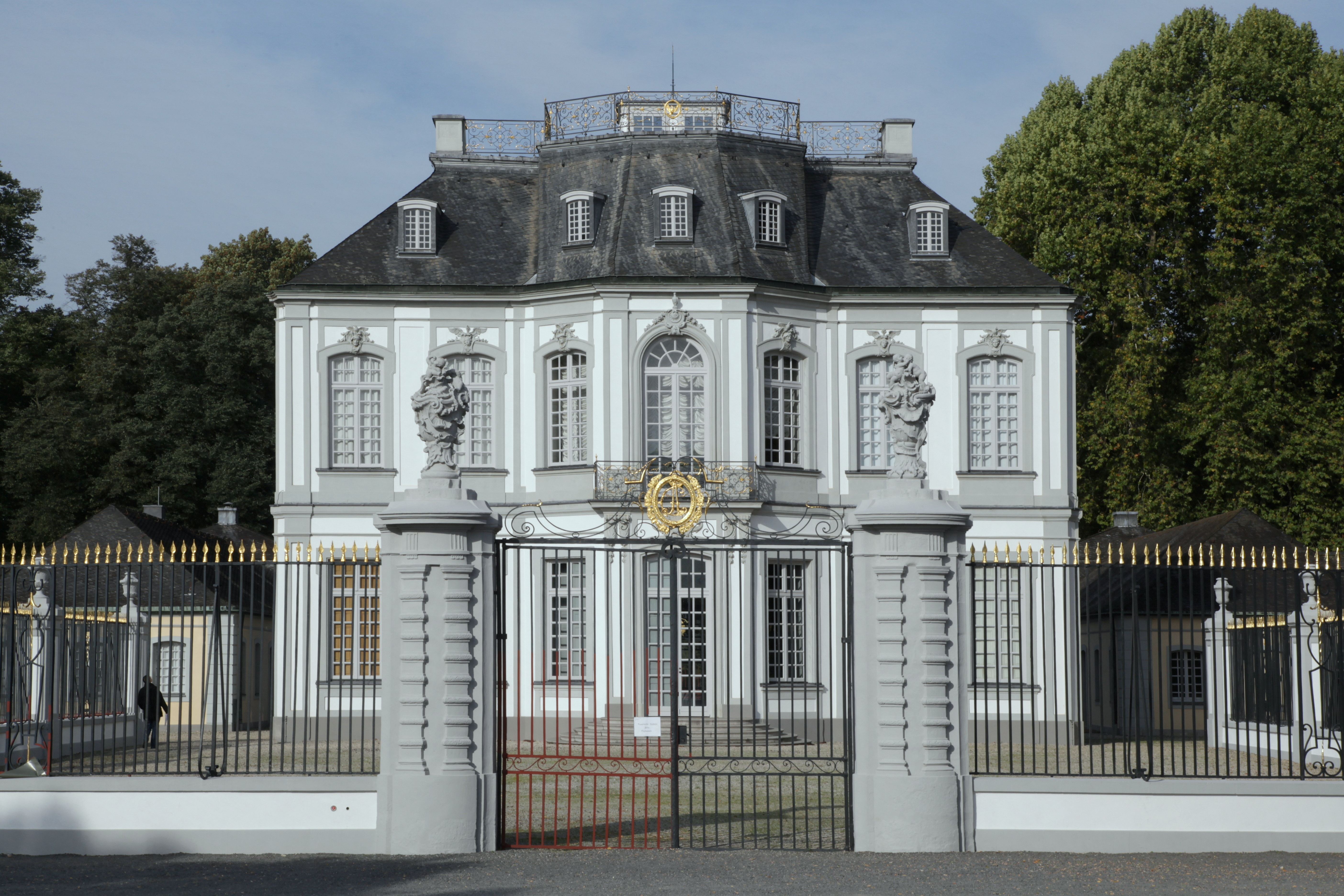
Замок Фалькенлуст в Брюле
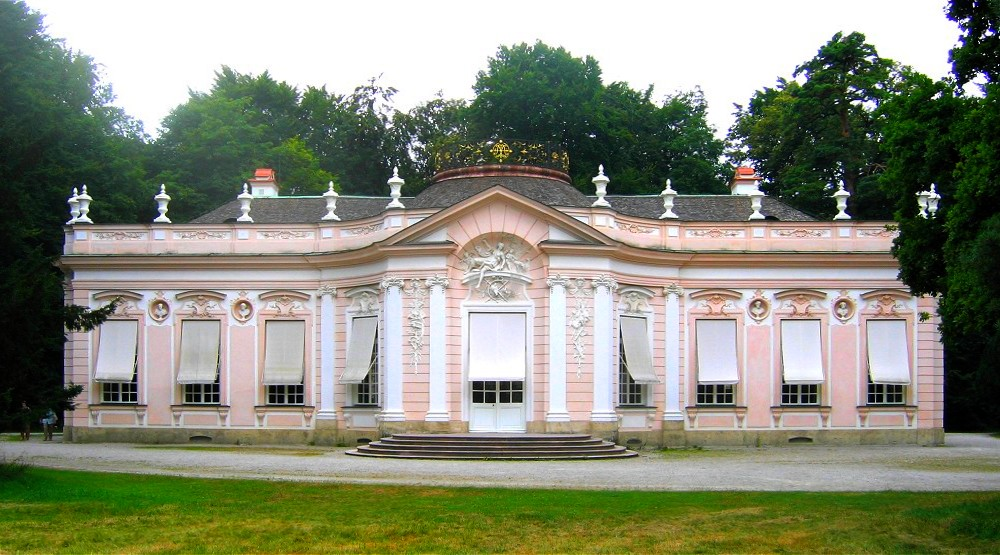
Дворец Амалиенбург
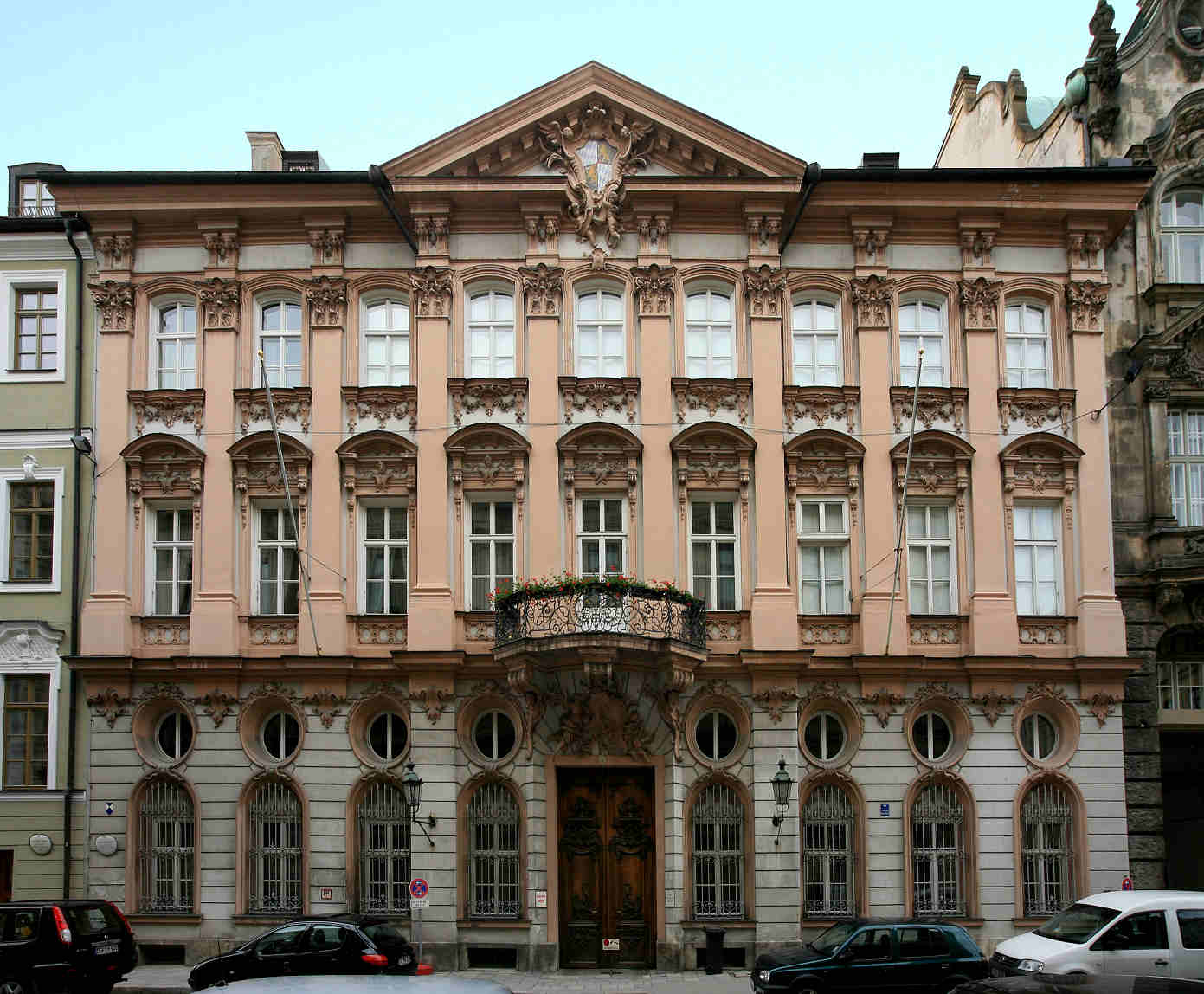
Дворец Хольнштайн в Мюнхене
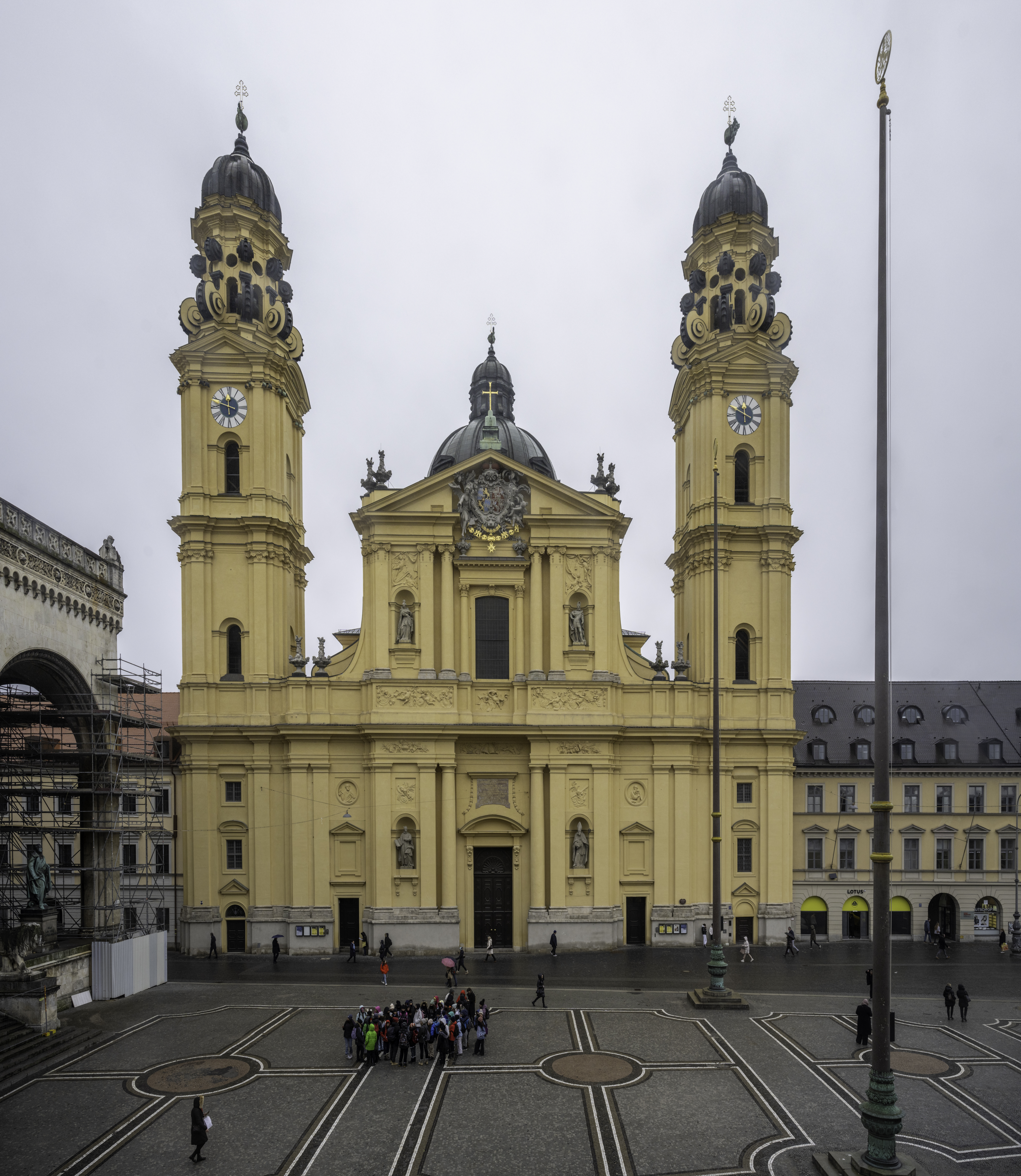
Фасад Театинеркирхе в Мюнхене